# Söhüb
Söhüb (ngoài ra còn gọi là Sukhyub, Syugyub hay Syukhyub) là một ngôi làng và đô thị ở vùng Quba của Azerbaijan. Đô thị này có dân số là 993 người.